# Sheena Tosta
Sheena Tosta z domu Sheena Johnson (ur. 1 października 1982 w Camden) – amerykańska biegaczka specjalizująca się w biegu na 400 metrów przez płotki, srebrna medalistka Igrzysk Olimpijskich w Pekinie.

## Sukcesy
| Rok  | Zawody                      | Miejsce        | Wynik | Konkurencja                | Wynik      |
| ---- | --------------------------- | -------------- | ----- | -------------------------- | ---------- |
| 2004 | Letnie Igrzyska Olimpijskie | Ateny          | 4.    | bieg na 400 m przez płotki | 53,83 sek. |
| 2007 | Igrzyska Panamerykańskie    | Rio de Janeiro |       | bieg na 400 m przez płotki | 54,64 sek. |
| 2008 | Letnie Igrzyska Olimpijskie | Pekin          |       | bieg na 400 m przez płotki | 52,95 sek. |

### Rekordy życiowe
- bieg na 400 m przez płotki – 52,95 s (2004)
- bieg na 400 m przez płotki (hala) – 56,41 (2011) halowy rekord świata[1]
- bieg na 100 m przez płotki – 12,75 s (2004)